# Tetis (nereida)

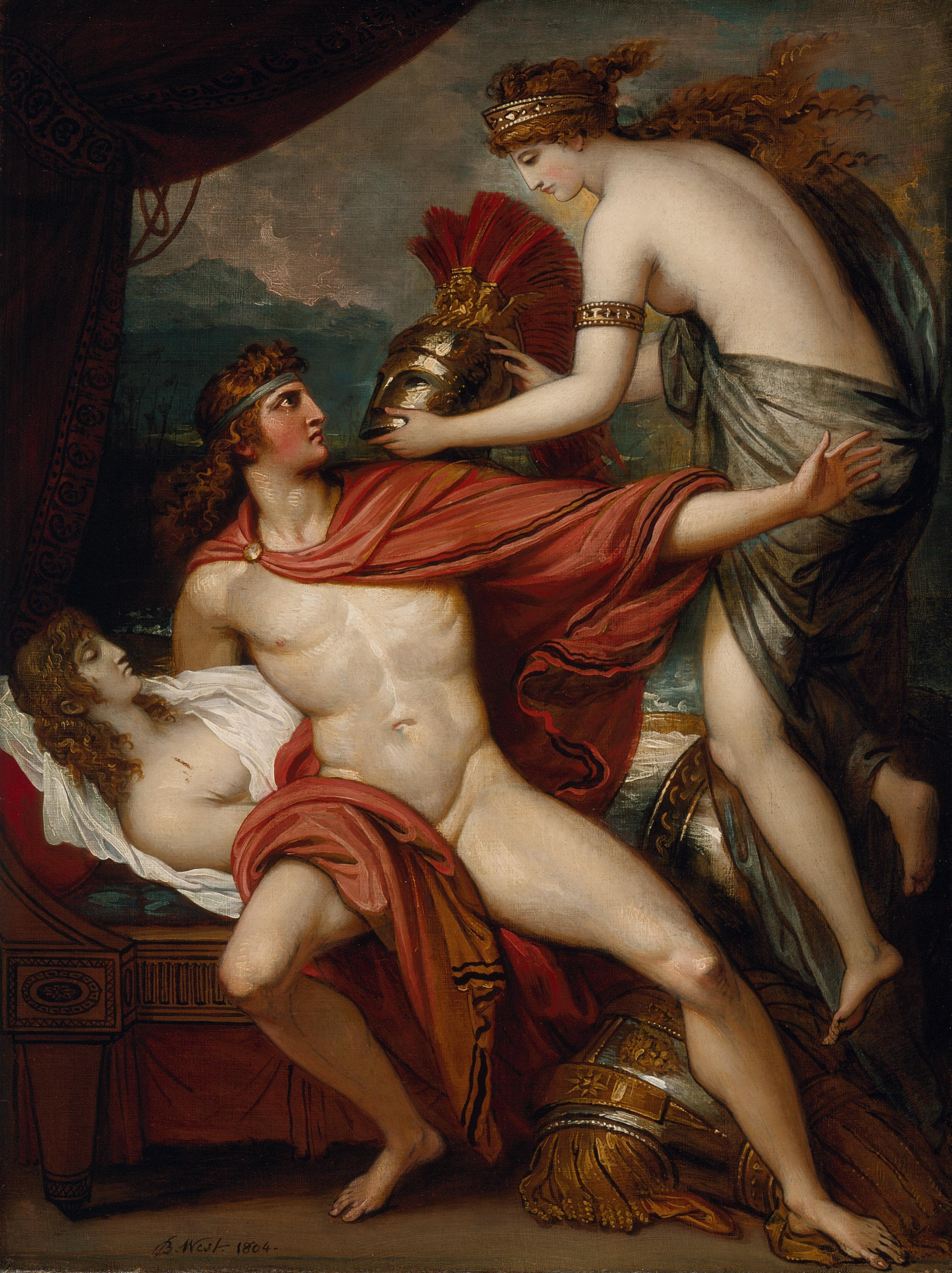
Óleo en lienzo de Benjamin West: Tetis entregando la armadura a Aquiles (Thetis Bringing the Armor to Achilles, 1804.)

En la mitología griega Tetis (en griego antiguo: Θέτῖς, Thétis), diosa de «argénteos pies» (ἀργυρόπεζα), es recordada especialmente por ser la madre del celebérrimo Aquiles, héroe por excelencia de la Ilíada de Homero. No debe confundirse con la otra Tetis (en griego Τηθύς, Tēthýs), cuyas grafías en español son iguales pero no así en griego (pero algunos autores las confunden).  Existieron al menos tres regiones en donde se profesaban el culto a Tetis, un santuario en Esparta, otro en las costas de Eubea y otro más en un promontorio de Calabria. En el ciclo épico la boda entre Tetis y el héroe griego Peleo es uno de los eventos desencadenantes de la guerra de Troya.

## Ascendencia y naturaleza
En cuanto a su abolengo, Tetis es una ninfa del mar y una de las cincuenta Nereidas. Es la más importante de entre sus hermanas y parece liderarlas mientras atienden a sus tareas. Es a menudo descrita como hija del «anciano del mar» (ἅλιος γέρων: hálios gérōn), esto es, de Nereo. Su madre fue la oceánide Doris. En la Teogonía se nos dice que «la diosa Tetis de argénteos pies, sometida a Peleo, dio a luz a Aquiles, destructor de hombres, furioso como un león». O bien Aquiles fue el séptimo y último hijo superviviente concebido por la pareja. Como divinidad marina Tetis moraba con las Nereidas en las profundidades del mar junto a su padre Nereo. Otro epíteto de Tetis es Halosidna (Ἁλοσύδνη), esto es, «nutrida en el mar», que también compartía con Anfitrite, una de sus hermanas. Por ser nieta de Neptuno (Poseidón) a Tetis se la llama Neptunina. Los poetas tardíos ya se referían a Tetis como hija de Quirón. Según otros Peleo se casó con Filomela, hija de Áctor, pero su amigo Quirón, deseoso de hacer célebre a Peleo, difundió la noticia de que estaba casado con Tetis. Se dice que el alción o martín pescador es el ave amada por Tetis.  Una versión tardía nos dice que Tetis era hija de la antigua Tetis, esposa de Océano, y hermana de Clímene, la madre de Faetonte.

## Relación con otras deidades

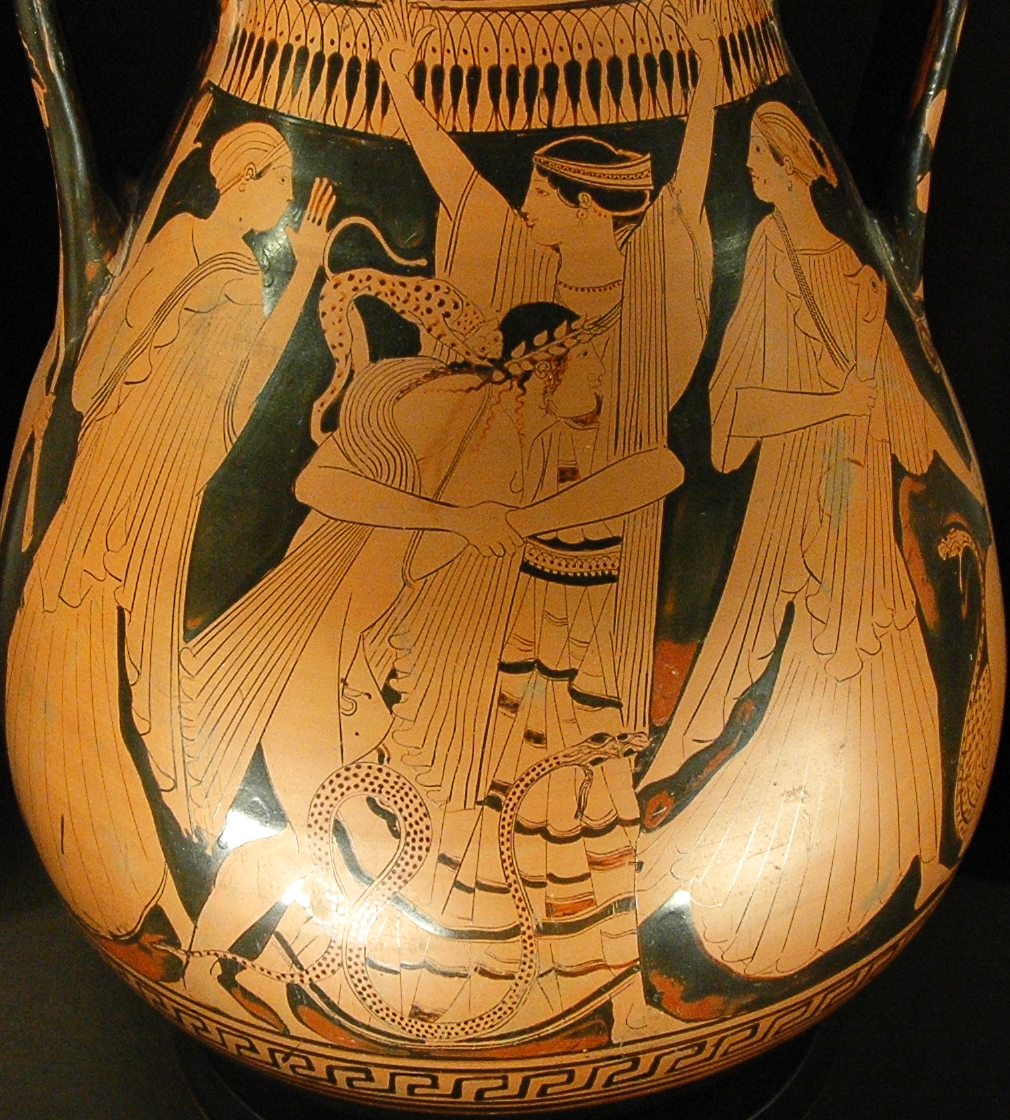
Tetis y Peleo. Lado A de una pelike ática de figuras rojas, ca. 460 a. C., hallada en Bomarzo.

En la Ilíada, especialmente, se mencionan varios episodios mitológicos en los que interviene Tetis, sin mencionarse la guerra de Troya. En todos ellos diferentes deidades participan en sus historias: 
Tetis había sido criada en persona por Hera, la esposa de Zeus, y en atención a sus cuidados Tetis rechazó unirse eróticamente con el propio Zeus. Hera también fue la protectora de la empresa de la expedición de los argonautas. Cuando la Argo alcanzó, tras pasar junto a las Sirenas, con Caribdis y Escila y las rocas Errantes, sobre las cuales se veía elevarse abundante fuego y humo, Tetis y las demás Nereidas, a petición de Hera, ayudaron a la nave a pasar entre ellas sin que los tripulantes sufrieran ningún tipo de daño.
En un principio Zeus y Poseidón habían rivalizado por el amor de Tetis. Algunos afirman que cuando Zeus iba a unirse a ella, Prometeo había declarado que el hijo que naciera de esa unión reinaría en el cielo. De acuerdo con Esquilo este destino se debería a la maldición pronunciada por Crono al ser destronado por Zeus. Otros dicen que Zeus liberó a Prometeo por haberle advertido que no se uniera a Tetis.
 

En la Ilíada, Aquiles recuerda a su madre su papel en la defensa, y, por tanto, legitimación del reino de Zeus ante una incipiente rebelión contra el gobierno de Zeus olímpico. Quinto de Esmirna escribe que Tetis liberó una vez a Zeus de las cadenas, si bien no hay otras referencias a esta rebelión entre los olímpicos:
«Ve al Olimpo y suplica a Zeus, si es que alguna vez en algo has agradado el corazón de Zeus de palabra o también de obra; pues a menudo te he oído en las salas de mi padre jactarte, cuando afirmabas que de Zeus, el de oscuras nubes, tú sola entre los inmortales alejaste un ignominioso estrago, cuando quisieron atarlo entre todos los demás olímpicos, Hera y también Poseidón y Palas Atenea. Mas tú, oh diosa, ascendiste y lo soltaste de las ataduras, llamando de inmediato al espacioso Olimpo al Centimano, a quien los dioses llaman Briáreo, y todos los hombres Egeón, porque él es a su vez más fuerte que su padre quien se sentó al lado del Crónida, ufano de su gloria, los felices dioses sintieron miedo de él y ya no lo ataron».

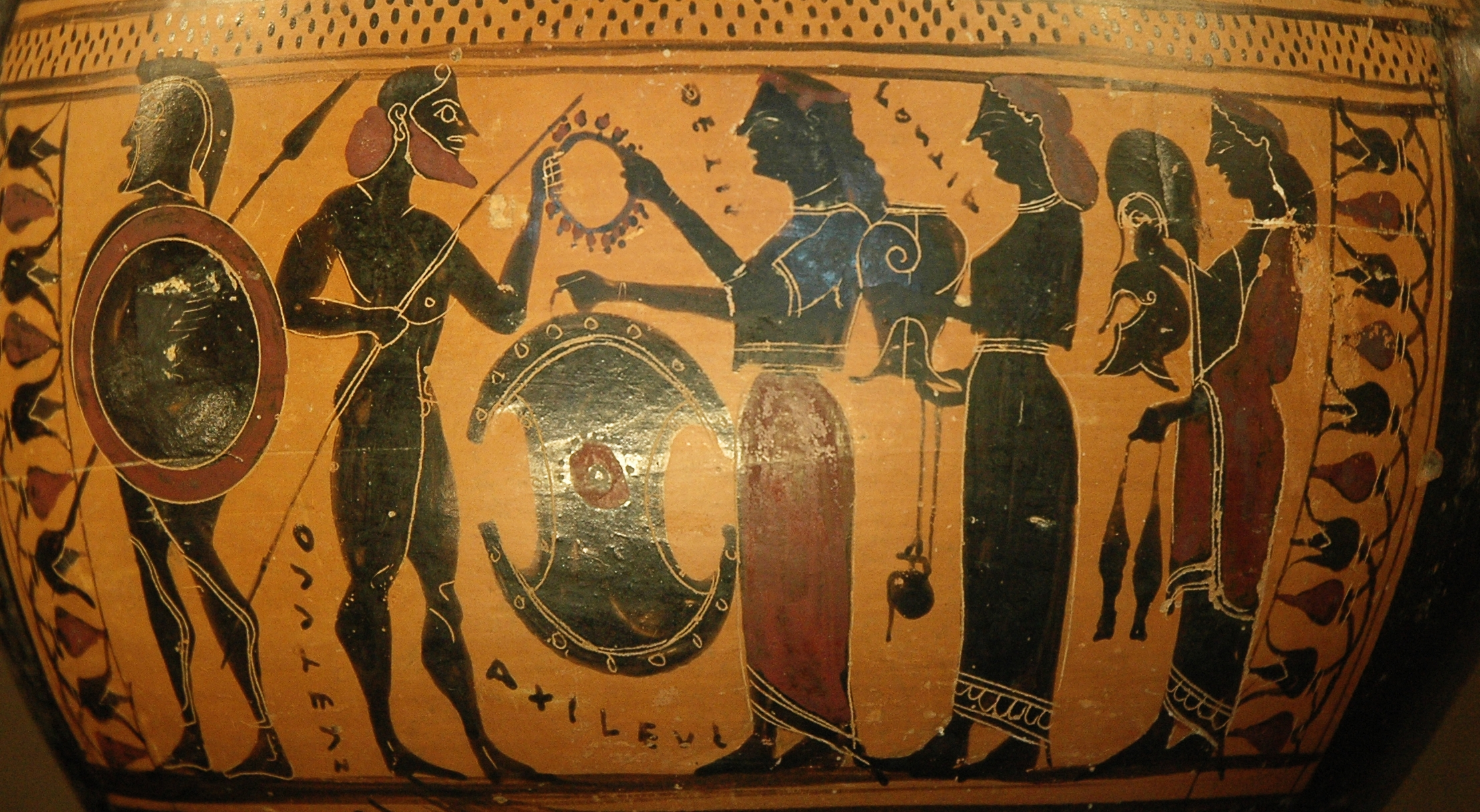
Tetis y sus ayudantes llevan la armadura de Aquiles. Hidria ática de figuras negras. Ca. 575 - 550 a. C.

Cuando Hefesto nació fue lanzado del Olimpo por su madre Hera Hefesto fue rescatado en el mar por dos amables diosas marinas: 
«Temible y venerable es la diosa que honra nuestra casa, la que me salvó del dolor que me invadió aquella vez que caí lejos por voluntad de la perra de mi madre, que había decidido ocultarme porque era cojo. Entonces habría padecido dolores, de no ser por Eurínome y Tetis, que me acogieron en su regazo, Eurínome, la hija de Océano, el que refluye a su fuente. Con ellas pasé nueve años forjando primorosas piezas de bronce: broches, brazaletes en espiral, sortijas y collares, en la hueca gruta a cuyo alrededor la corriente de Océano fluía indescriptible entre borbolleos de espuma. Nadie más ni de los dioses ni de los mortales hombres estaba enterado; sólo lo sabían Tetis y Eurínome, las que me habían salvado».
Se dice que Dioniso, enloquecido por Hera, anduvo errante, entre otros sitios, por Tracia. Licurgo, rey de los edones, que habitaban a orillas del río Estrimón, fue el primero que lo ultrajó y expulsó. Dioniso fue a refugiarse con Tetis en el mar Eritreo en una cama de algas.
Se dice que los cretenses tienen fama de mentirosos y Tetis participa a este respecto en un mito etiológico. Se cuenta que una vez Tetis y Medea discutían en Tesalia sobre cuál de las dos era la más bella. Para ello nombraron como juez al cretense Idomeneo, que dio la victoria a Tetis. En su ira, Medea llamó mentirosos a todos los cretenses y los maldijo por no decir nunca la verdad.

## Tetis, Peleo y Aquiles

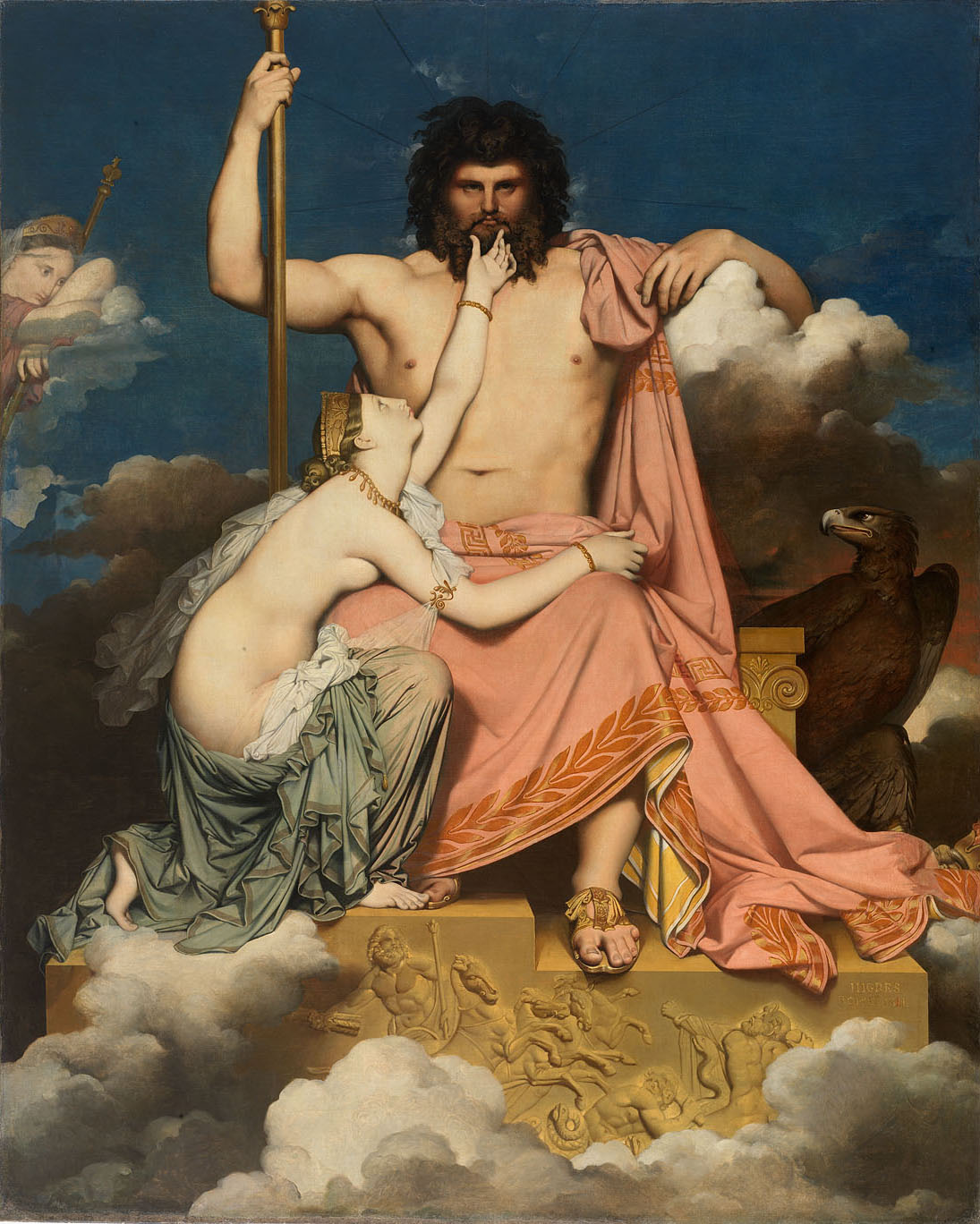
Júpiter y Tetis, de Jean Auguste Dominique Ingres (1811): «Acomodóse junto a él, abrazó sus rodillas con la mano izquierda, tocóle la barba con la diestra y dirigió esta súplica al soberano Jove Cronión.».

Como es fama Peleo se casó con Tetis. Tiempo antes Zeus y Poseidón habían rivalizado por ella, pero cuando Temis vaticinó que el hijo de Tetis sería más fuerte que su padre, estos desistieron. Algunos afirman que cuando Zeus iba a unirse a ella, Prometeo había declarado que el hijo que naciera reinaría en el cielo; otros, en cambio, que Tetis no quiso yacer con Zeus por haber sido criada por Hera, y que Zeus, indignado, la obligó a convivir con un mortal. Por consejo de Quirón, Peleo la mantuvo agarrada mientras Tetis se metamorfoseaba, y aunque unas veces era fuego, otras agua, otras un animal, no la soltó hasta verla recuperar su forma primitiva.
Otros cuentan que Tetis se le apareció a Peleo en el monte Pelión y le declaró su amor, pero sin revelarse a él. Peleo, sin embargo, que la vio jugando con delfines, reconoció a la diosa, y en lo sucesivo rehuyó su presencia. Pero ella le animó, recordándole el amor de Eos por Titono, o el de Afrodita por Anquises, y además prometió concebirle un hijo más ilustre que cualquier mortal.
Peleo se casó con ella en el Pelión, y allí los dioses celebraron la boda con banquetes y cantos. Quirón regaló a Peleo una lanza de fresno, y Poseidón los caballos Janto y Balio, que eran inmortales. Según la tradición, a las bodas de Tetis y Peleo fueron invitados todos los dioses excepto Eris (la Discordia) que para vengarse suscitó la rivalidad entre las diosas arrojándoles una manzana de oro con esta inscripción: «para la más hermosa».
Tetis tuvo un hijo de Peleo y, queriendo hacerlo inmortal, a escondidas de su marido por la noche lo ocultaba entre el fuego para destruir la porción mortal paterna del niño, y de día lo untaba con ambrosía. Pero Peleo la vigilaba y, al ver al niño retorciéndose en el fuego, gritó. Tetis, impedida de llevar a término su plan, abandonó al hijo aún pequeño y se fue con las Nereidas. Peleo llevó el niño a Quirón, que lo crio y lo llamó Aquiles, pues antes su nombre era Ligirón. Leyendas tardías dicen que a Tetis, usando el método de la purificación del fuego, le habían nacido seis vástagos. Peleo, cuando nació su séptimo hijo, se dio cuenta de la artimaña de su esposa y arrancó al chiquillo de las llamas. El niño salió incólume excepto por unas heridas provocadas por las quemaduras en el hueso del tobillo. En otra variante Tetis intentó hacer invulnerable a Aquiles sumergiéndole en las aguas de Estigia, sin embargo el talón por el que le sujetó no fue protegido por las aguas y de esta manera fue la única parte que Aquiles tuvo vulnerable.
Cuando Aquiles tuvo nueve años, Calcante declaró que Troya no podría ser tomada sin Aquiles. Tetis, sabiendo que perecería si participaba en la guerra, lo vistió de mujer y se lo confió al rey de Esciros, Licomedes, ataviado como una muchacha. Viendo que no podría evitar que su hijo cumpliese su destino, Tetis hizo que Hefesto forjase un escudo y una armadura, pero luego rehusó pagarle los favores sexuales que le había prometido a cambio.
Cuando Aquiles perseguía a la hermana de Tenes, este último acudió a defenderla y Aquiles lo mató sin saber quién era. También mató a uno de sus propios criados que había sido enviado por Tetis para hacerle la advertencia, pues había advertido a Aquiles que no matara a Tenes, pues si lo hacía, él mismo moriría a manos de Apolo. Más tarde los troyanos, reunida su asamblea, no sólo no devolvieron a Helena sino que intentaron matarlos. Pero Anténor los salvó, y los helenos, indignados por la insolencia de los bárbaros, tomaron las armas y navegaron hacia ellos. Tetis advirtió a Aquiles que no desembarcara el primero, pues el que lo hiciera sería también el primero en morir.
La muerte de Aquiles llenó de consternación al ejército. Tetis, acompañada de las Musas y las Nereidas, acudió junto al cadáver de su hijo y, tras llorarlo, lo arrebató de la pira y lo llevó a la isla Leuca, esto es, «la isla Blanca» (islas de los Bienaventurados). Más tarde se dice que Neoptólemo, el hijo de Aquiles, se quedó dos días en Ténedos según el consejo de Tetis, luego se dirigió por tierra con Héleno al país de los molosos.

## En los textos de Alcmán
Fuera de los textos mitológicos clásicos Tetis aparece, o al menos su teónimo, como una suerte de demiurgo o deidad primordial. En uno de los papiros de Oxirrinco, que contiene la cosmogonía propuesta por Alcmán, dice que Tetis es el principio de la «creación». El autor narra que la materia original de todas las cosas es confusa e informe. Luego dice que nació una cierta naturaleza que puso en orden todas las cosas; a continuación nació una abertura (Poros), y aparecida la abertura, el límite (Tecmor) siguió de inmediato. Nacida Tetis, principio y fin de todo nacieron, y todas las cosas tienen su naturaleza semejante a la materia del bronce, mas Tetis tiene la función de moldear las cosas como un artesano. En una reinterpretación moderna Fränkel y otros autores piensan que no se trata de Tetis (Θέτις), sino del ático Θέσις (Thesis). La presencia de la nereida Tetis en el origen y formación del mundo es un elemento inusual para la mayoría de los estudiosos. Para ello se han propuesto ejemplos del vocablo θέσις (thésis, «disposición» u «ordenamiento») en la literatura griega arcaica.

## Menciones ulteriores
En el drama lírico del Prometeo liberado de Percy Bysshe Shelley Demogorgon es el vástago de Júpiter y Tetis que acaba destronando a Júpiter. Demogorgon es representado como un espíritu oscuro e informe, sin un sexo definido.